# Monoliet

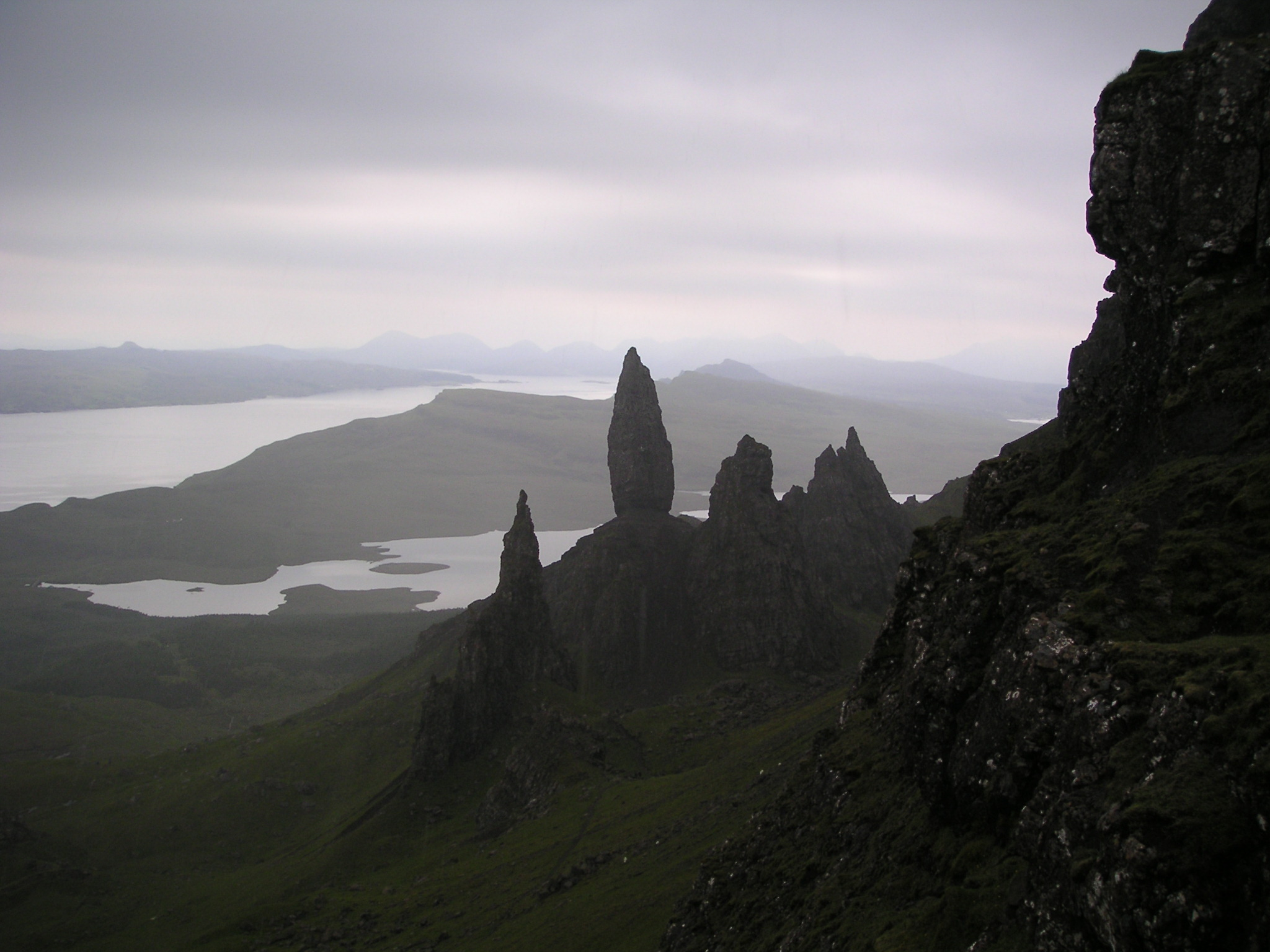
De Old Man of Storr op het Schotse eiland Skye is een 30 m hoge monoliet, die op natuurlijke wijze werd uitgeërodeerd

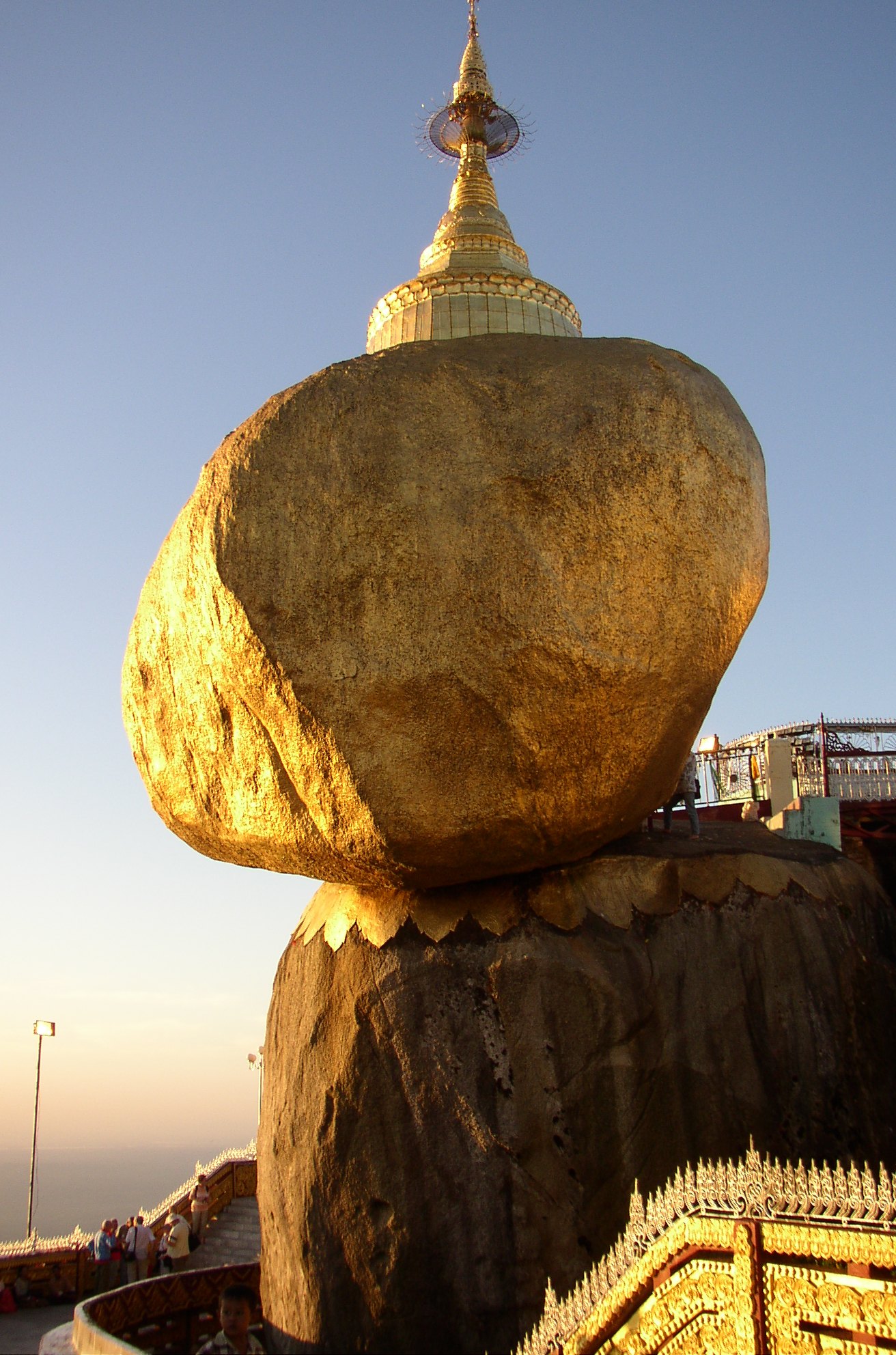
Gouden Rots van graniet met pagode, Kyaikto, Mon, Myanmar

Een monoliet is een rots die door competentieverschillen van gesteente uitsteekt boven of uit zijn omgeving. Menhirs, dolmen en hunebedden zijn voorbeelden van megalieten, dit zijn kunstmatige constructies bestaande uit een of meerdere grote stenen.

## Bekende monolieten
- de Rots van Gibraltar
- Uluṟu (Ayers Rock) in Australië (geen echte monoliet, omdat onder het oppervlak de formatie doorloopt)
- Peñal van Bernal in Mexico,
- standbeeld van Sri Gomatheswara op de top van de Vindhyagiri, Indragiri of Per-kalbappu in Sravanabelagola in India,
- de rotskerken van Lalibela in Ethiopië.
- Roque Nublo op het Spaanse eiland Gran Canaria
- Devils Tower in Wyoming
- Zuma Rock in Niger State, Nigeria
- Gouden Rots in Myanmar

## Naamgeving
De naam monoliet is afgeleid van de Griekse woorden μόνος en λίθος (monos: alleen of eenzaam, lithos: gesteente of steen).

## In bouwkunst en beeldhouwkunst
In de bouwkunst en de beeldhouwkunst is een monoliet een object dat als geheel is vervaardigd uit een enkele steen. Zo is elke obelisk uit het oude Egypte een monoliet. 
De zuilen van Griekse of Romeinse tempels bestaan meestal uit verschillende op elkaar gestapelde trommels, maar sommige zuilen, zoals die van het voorportaal van het Pantheon in Rome, bestaan uit één enkel stuk en zijn dus monolithisch.
In het funeraire erfgoed worden veel monolieten gebruikt door steenkappers om als deksteen te fungeren, die op een graf worden geplaatst.

### Galerij

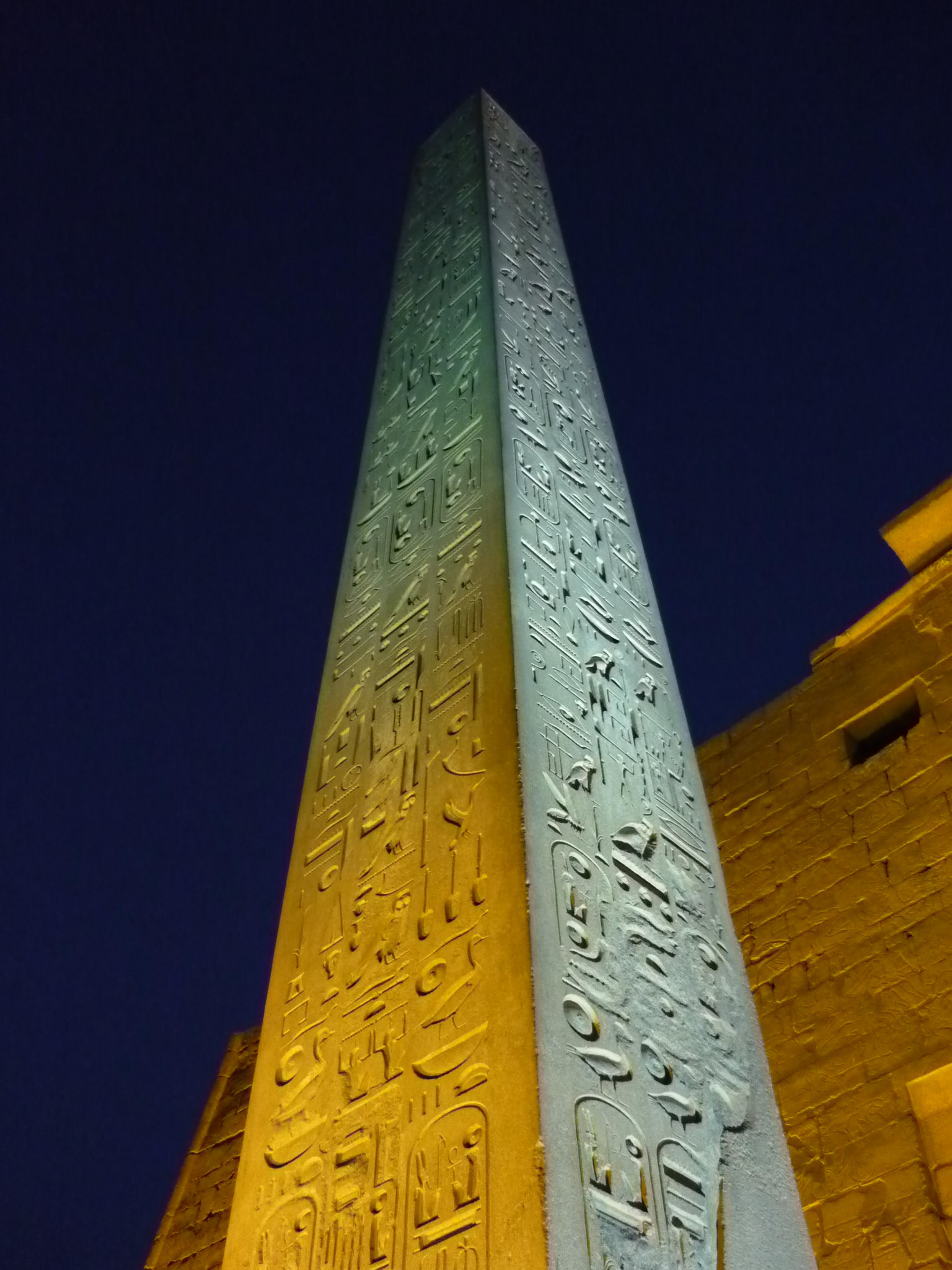
Egyptische monoliet, Luxor
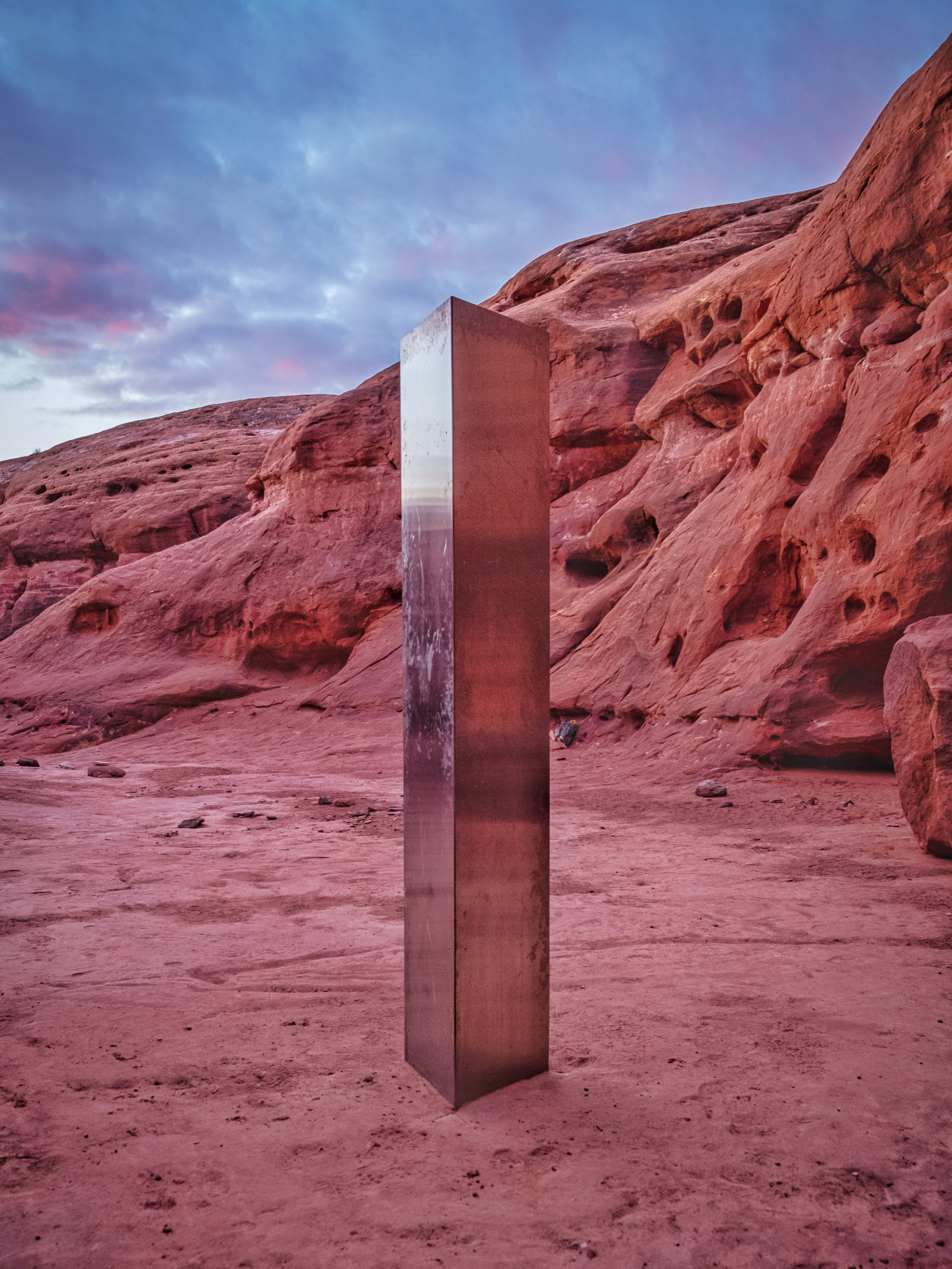
De monoliet in Utah
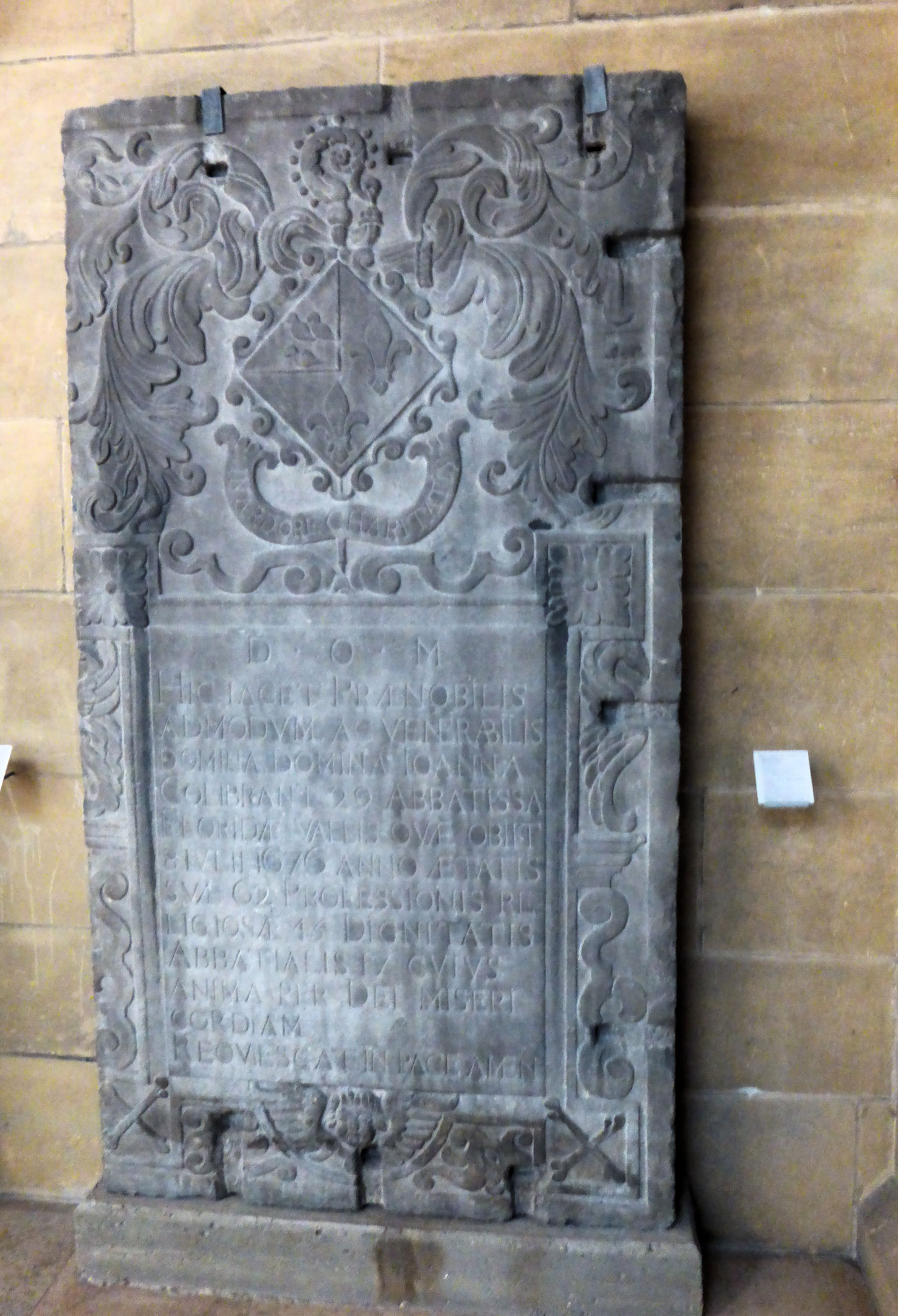
Deksteen uit arduin van abdis Joanna Colibrant, Abdij van Florival